# Les Routiers
Les Routiers (Auf Achse) est une série télévisée allemande de 86 épisodes de 55 minutes diffusée entre le 11 septembre 1980 et le 10 juin 1996 sur ARD.
En France, cette série a été diffusée sur France 2 et RTL 9.

## Distribution

### Acteurs principaux
- Manfred Krug: Franz Meersdonk
- Rüdiger Kirschstein: Günter Willers
- Franz Buchrieser